# Edward Szwagrzyk
Edward Szwagrzyk (ur. 21 lutego 1949 w Janowie Karwickim, zm. 17 kwietnia 2023) – generał brygady Wojska Polskiego. 

## Przebieg służby
W 1969 roku ukończył Wyższą Szkołę Oficerską Wojsk Pancernych w Poznaniu i objął stanowisko dowódcy plutonu, a potem kompanii szkolnej. Po ukończeniu Akademii Sztabu Generalnego szef sztabu 23 Pułku Czołgów Średnich w Słubicach. W latach 1984–1987 był dowódcą tego pułku. Następnie został szefem sztabu 11 Dywizji Pancernej w Żaganiu.
Od 1989 do 20 grudnia 1995 dowódca 10 Sudeckiej Dywizji Zmechanizowanej w Opolu (wbił jeden z gwoździ honorowych przy sztandarze 10 batalionu dowodzenia 10 DZ).
Po ukończeniu studiów podyplomowych w Wielkiej Brytanii pracował w Sztabie Generalnym WP, a następnie był attaché wojskowym w Kijowie na Ukrainie.
Uczestnik misji w Kosowie. W 2006 roku przeniesiony do rezerwy.

## Wykształcenie wojskowe
- Wyższa Szkoła Oficerska Wojsk Pancernych w Poznaniu
- Akademia Sztabu Generalnego w Warszawie
- Królewska Akademia Studiów Obronnych w Wielkiej Brytanii

## Działalność społeczna
- Członek Honorowego Stowarzyszenia Brygadierów 10 Sudeckiej Dywizji Zmechanizowanej[3].
- Członek Stowarzyszenia Kombatantów Misji Pokojowych ONZ – Koło nr 25 w Opolu – od 2010[4].
- Wiceprezes Stowarzyszenia Przyjaciół Gimnazjum nr 5 w Opolu.
- Prezes Klubu Sportowego "Budowlani" Opole[5].